# Gà so đen
Gà so đen (Melanoperdix niger) là một loài chim trong họ Phasianidae.